# 1327
سنة 1327 كانت سنة بسيطة تبدأ يوم الخميس (الرابط يظهر نموذج التقويم الكامل للسنة) من التقويم اليولياني.

## أحداث
- تأسيس مدينة ريبنيك وتقع حاليا في بولندا.
- 25 يناير: اعتلاء إدوارد الثالث ذو الأربعة عشر ربيعاً عرش إنجلترا بعد تخطيط والدته إيزابيلا لتنازل والده المسجون إدوارد الثاني ملك إنجلترا عن الحكم. وحكمت إيزابيلا وعشيقها روجر مورتيمر بصفة وصاة على العرش.
- نوفمبر: ألفونسو الرابع ملك أراغون يبدأ ولايته الملكية.

## مواليد
- تاج الدين السبكي

## وفيات
- 21 سبتمبر: مقتل إدوارد الثاني ملك إنجلترا